# Dècada del 1490

## Esdeveniments
- Publicació de Tirant lo Blanc
- Descobriment d'Amèrica i Tractat de Tordesillas
- Final de la Reconquesta
- Guerres d'Itàlia
- Derrota definitiva dels guanxes davant els espanyols
- Auge dels clàssics a Europa, la majoria distribuïts des de Venècia, fet que donarà inici a l'humanisme
- Avalots contra els jueus a diferents ciutats europees

## Personatges destacats
- Naod, rei etíop
- Cristòfol Colom
- Gonzalo Jiménez de Cisneros
- Leonardo da Vinci
- Michelangelo Buonarroti
- Joana I de Castella
- Vasco da Gama
- Cèsar Borja
- Ferran el Catòlic i Isabel I de Castella